# Filpișu Mic, Mureș
Filpișu Mic, mai demult Filipișul-mic, Filipișu Mic (în dialectul săsesc Klifleps, în germană Kleinphlepsdorf, Fläpsdorf, în maghiară Kisfülpös, Szászfülpös, Fülpös) este un sat în comuna Breaza din județul Mureș, Transilvania, România.

## Personalități
- Ludovic Demény (1926 - 2010), istoric, senator

## Vezi și
- Biserica reformată din Filpișu Mic

## Galerie de imagini

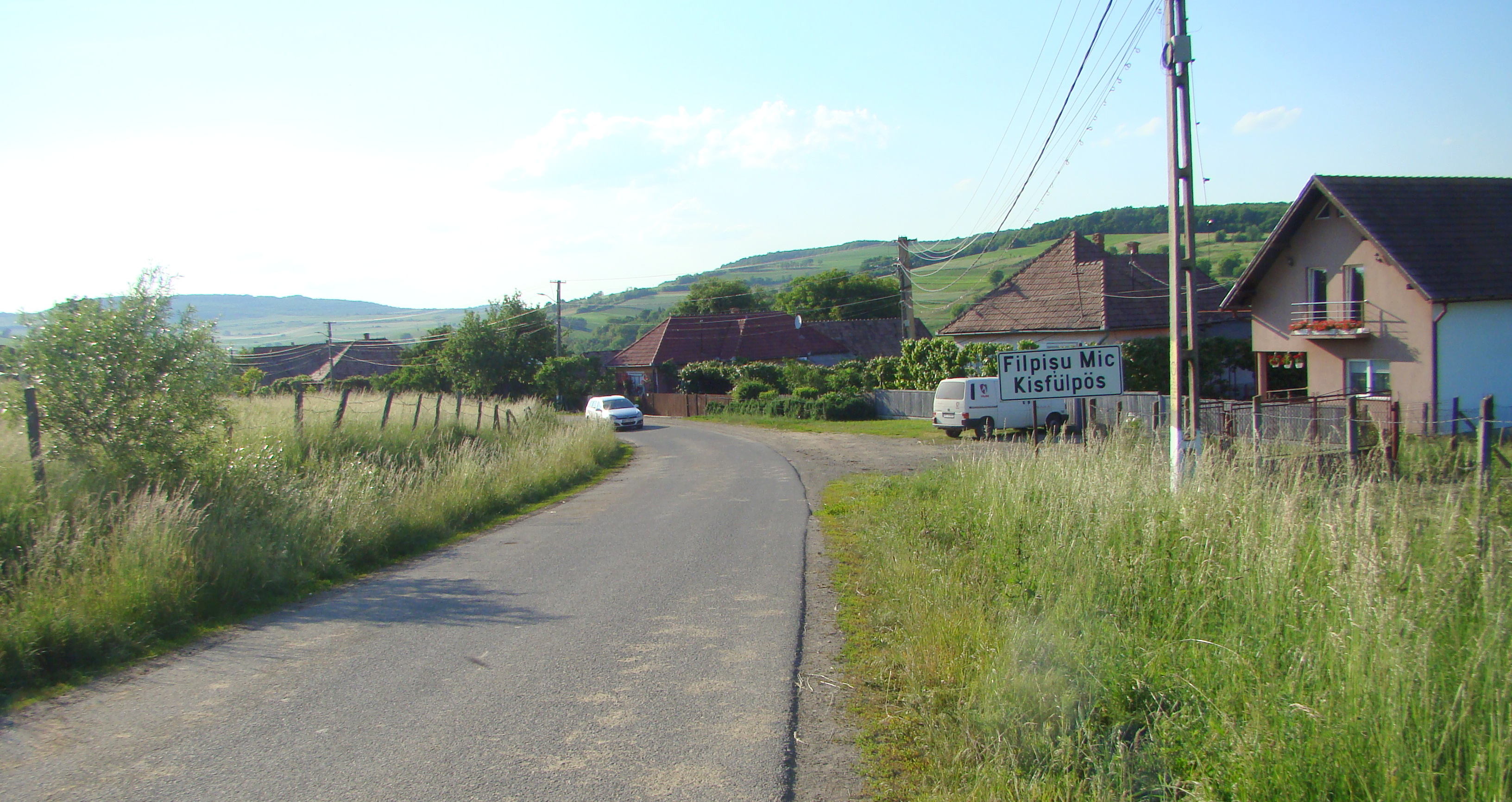
Intrarea în localitate
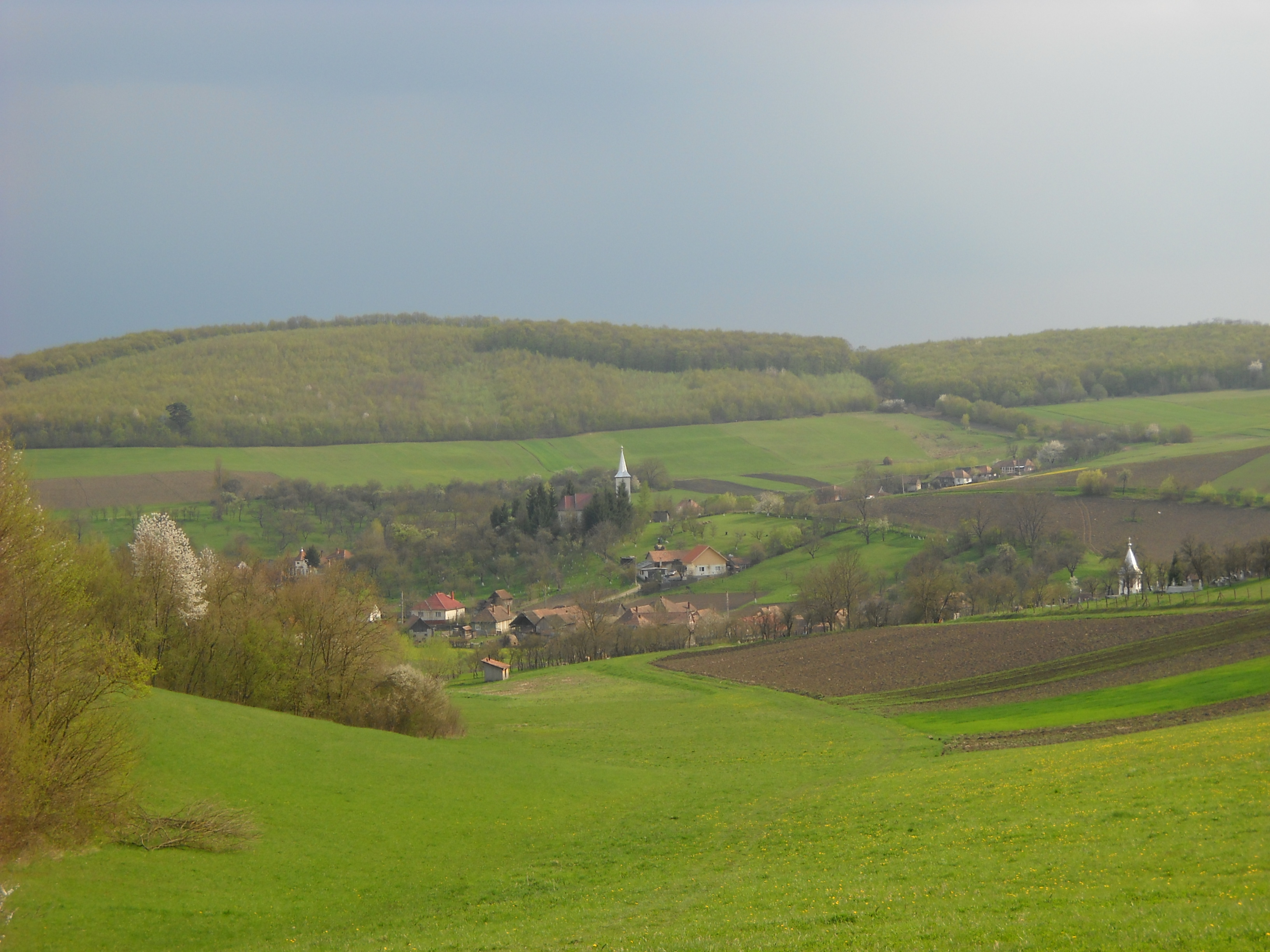
Vedere de ansamblu
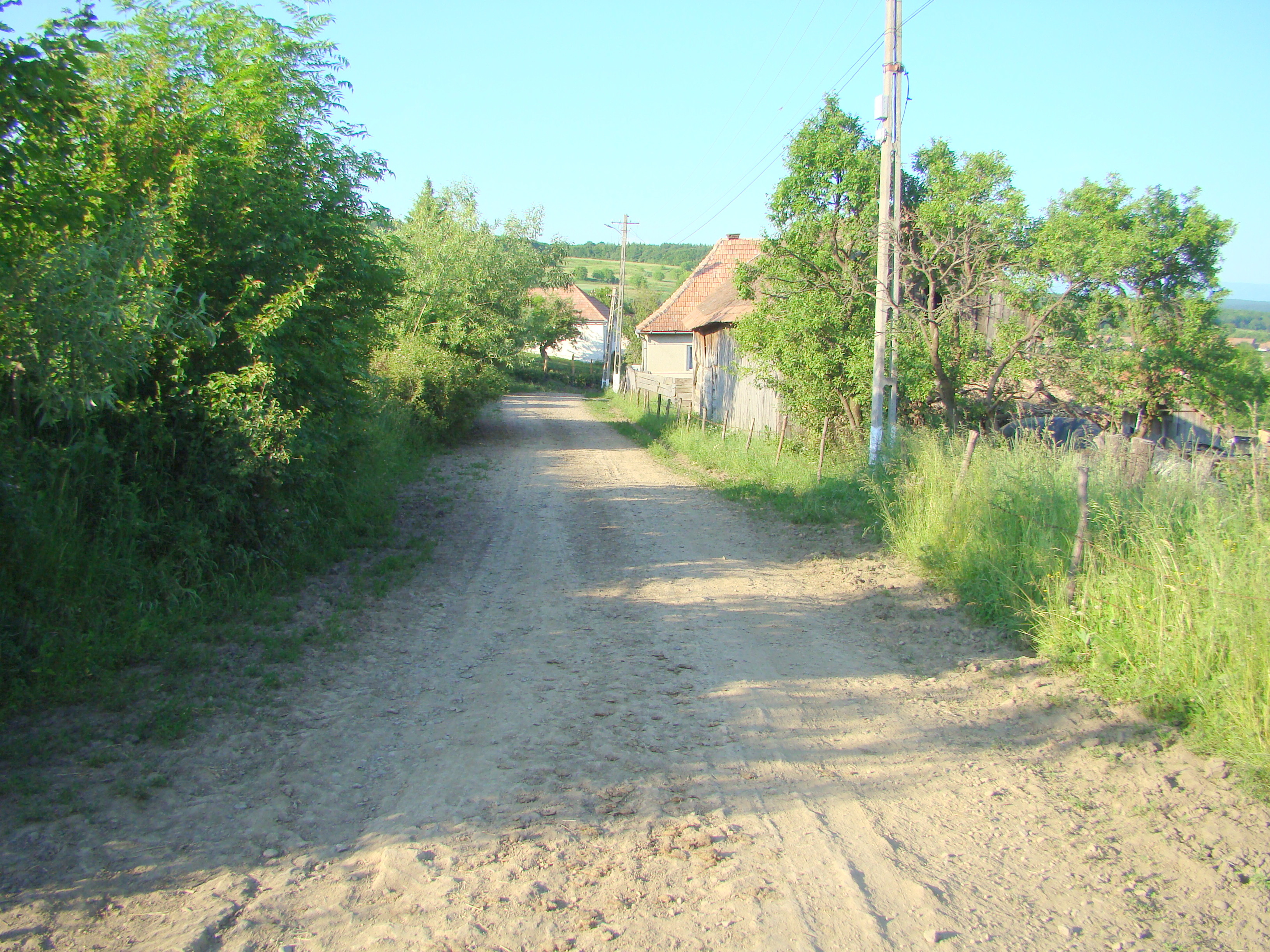
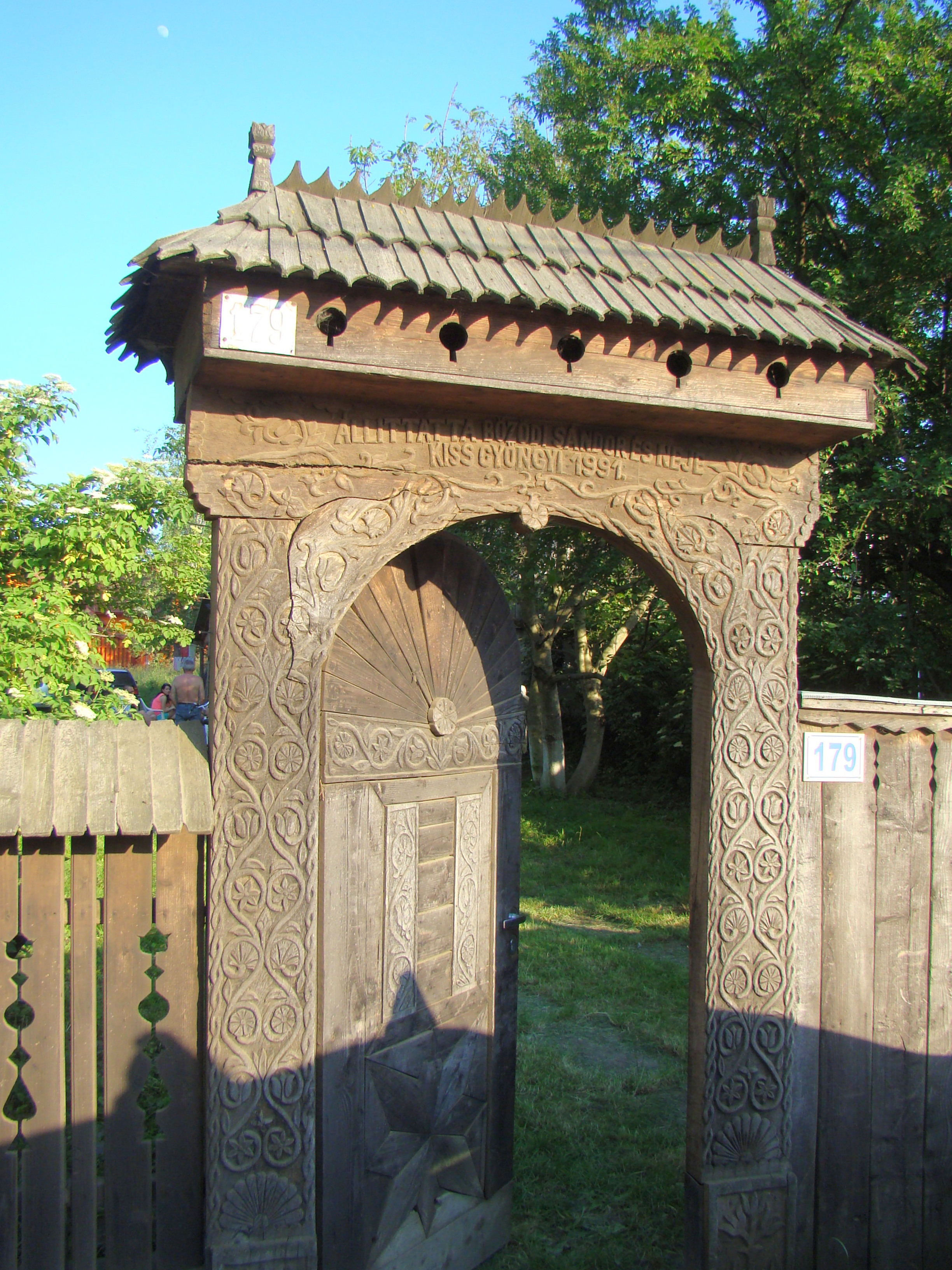
Poartă secuiască de lemn
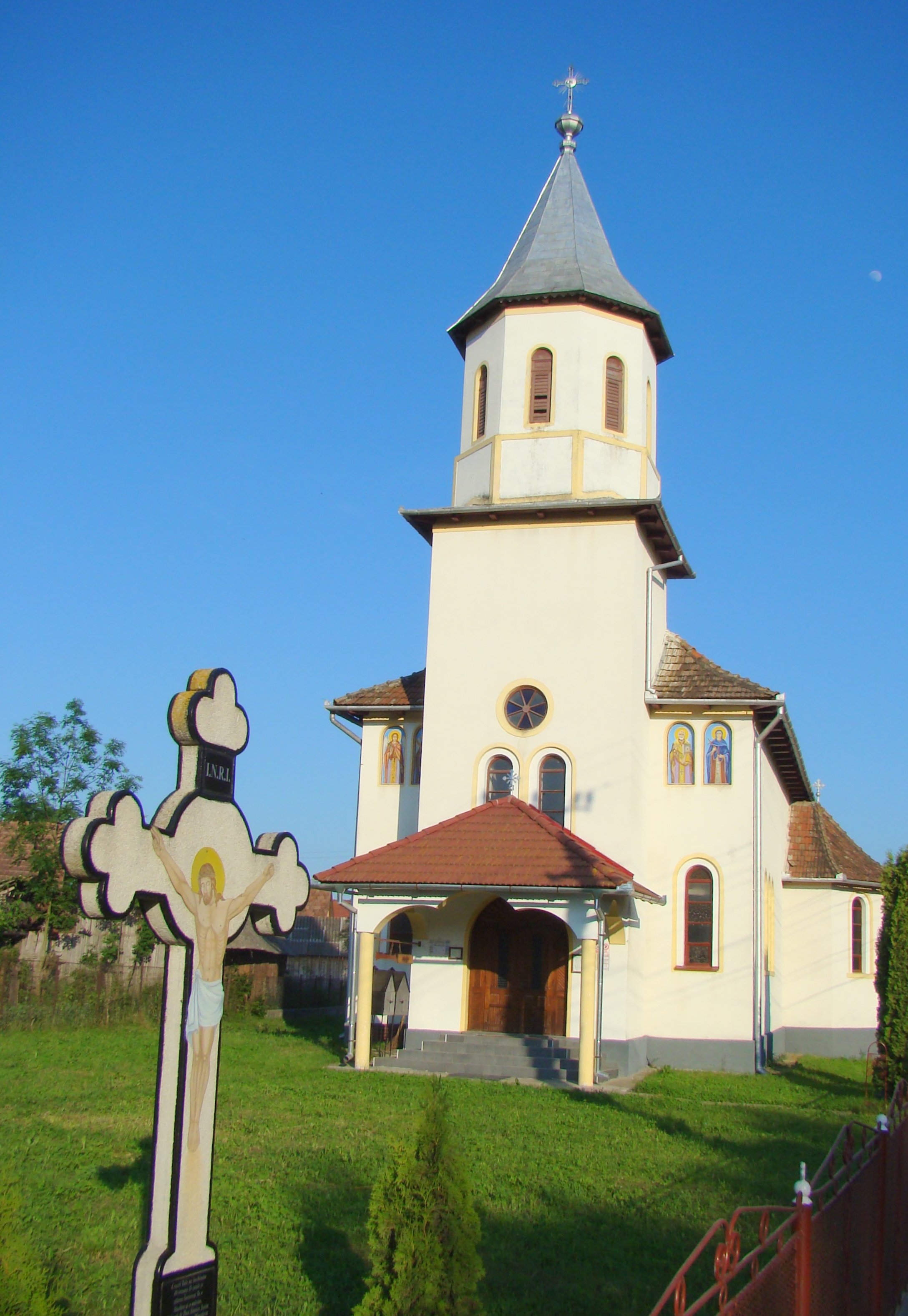
Biserica ortodoxă
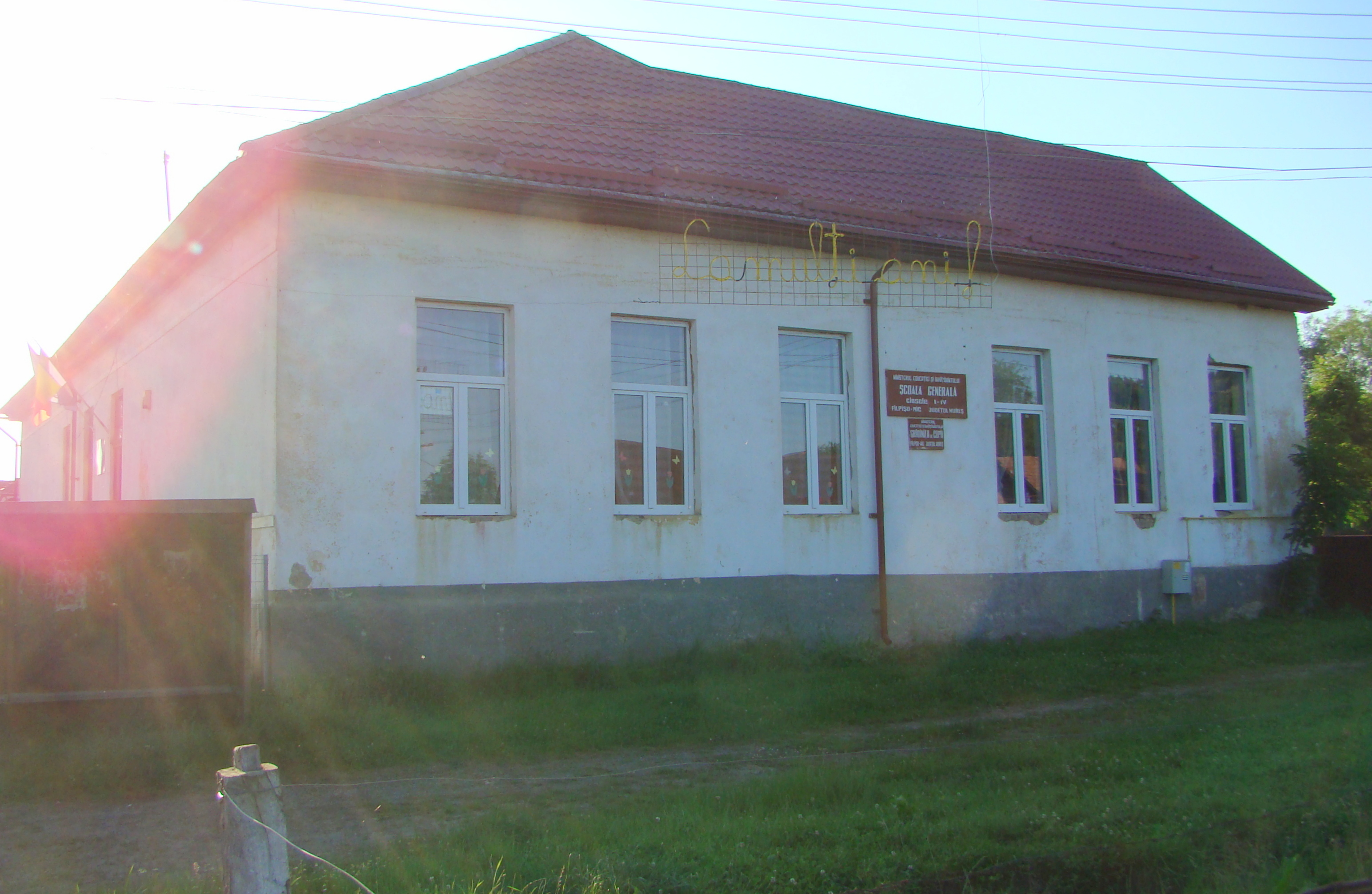
Școala
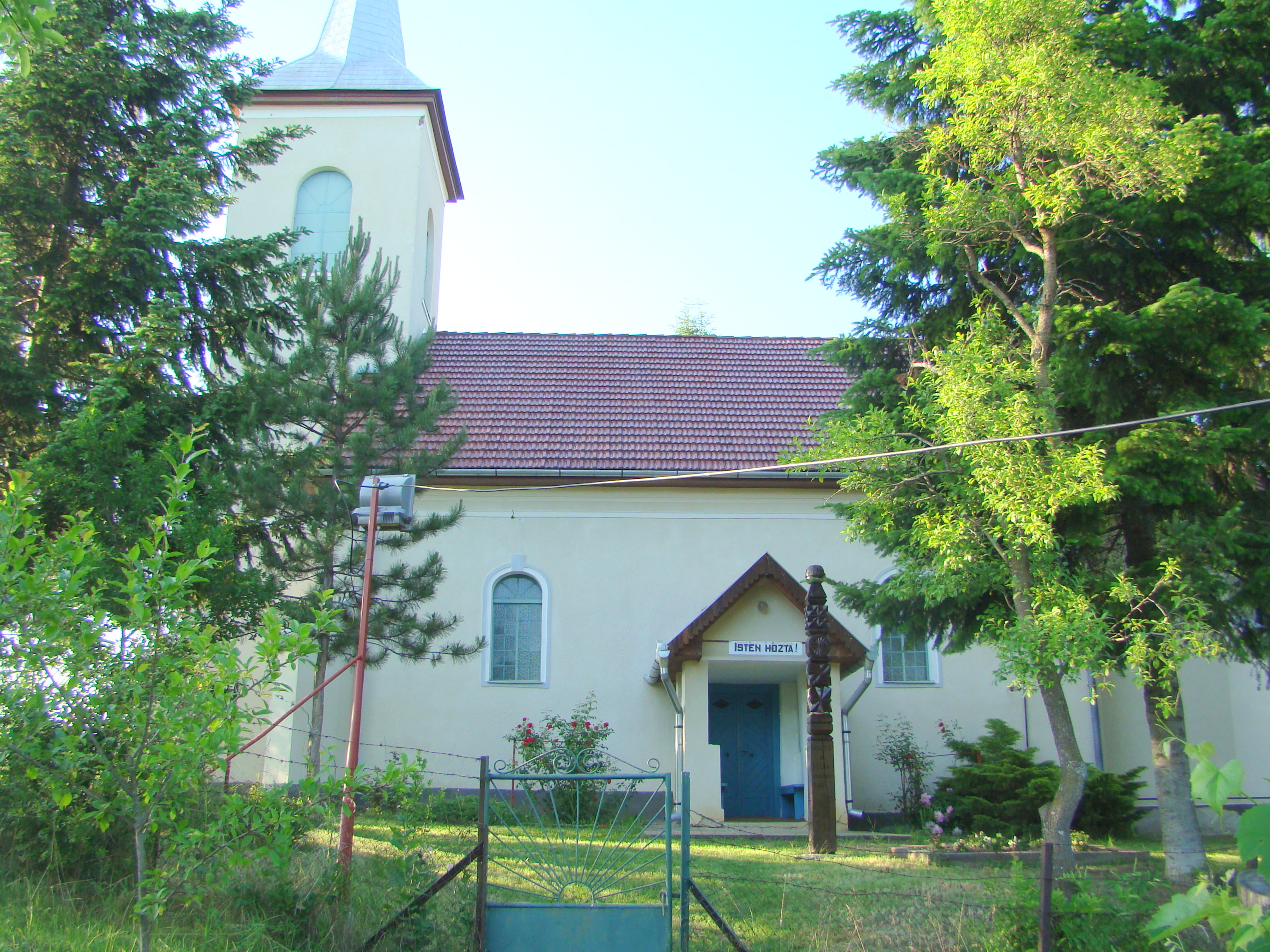
Biserica reformată (1836)
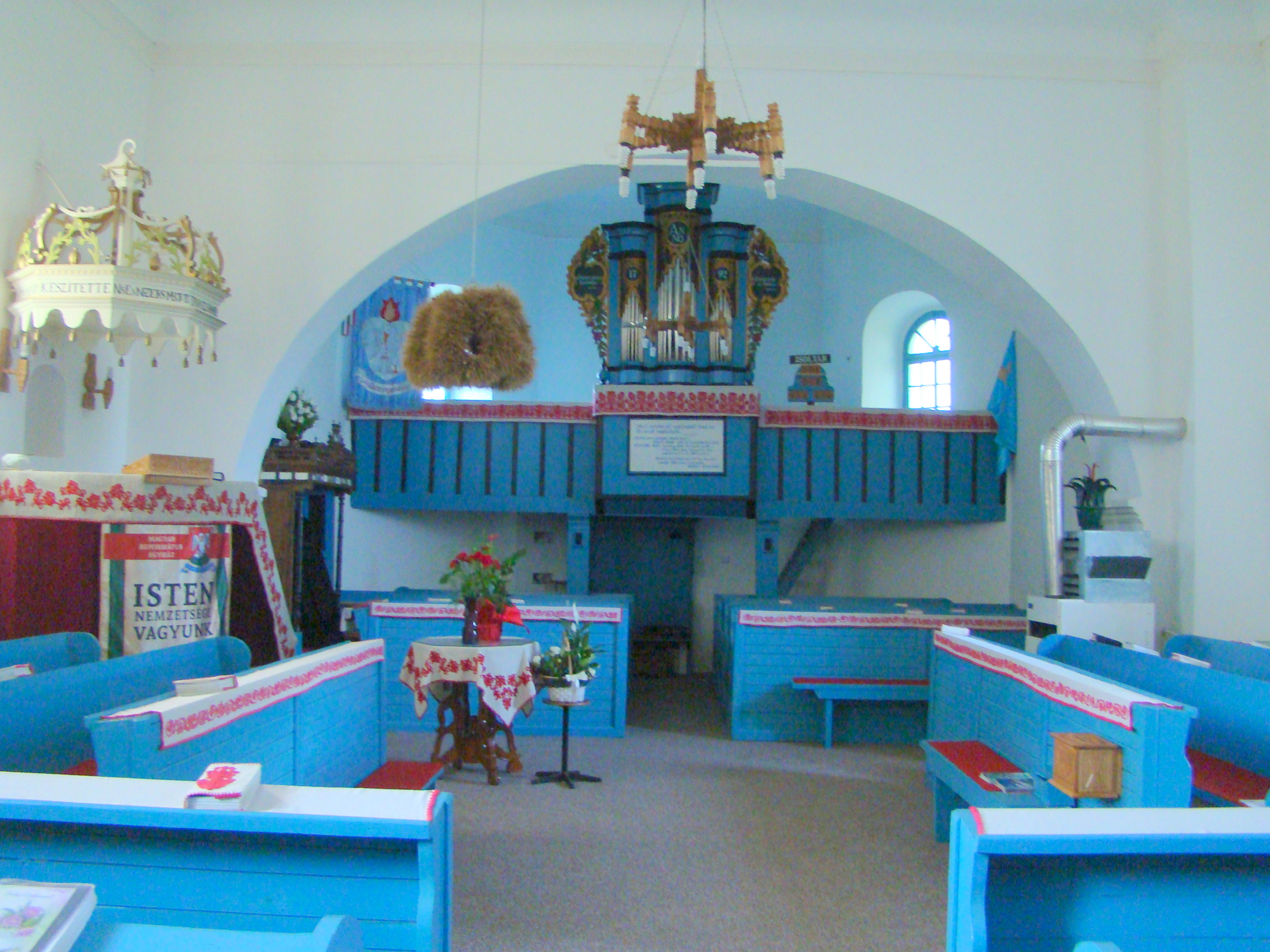
Biserica reformată (interior)